# Monte di Tremezzo
Der Monte di Tremezzo ist ein 1700 m s.l.m. hoher Berg der norditalienischen Alta Brianza zwischen dem Luganer See und dem Comer See. Er ist als einfache Bergtour zugänglich und bietet aufgrund seiner exponierten Lage ausgezeichnete Aussichten über die Seen und die nördlich gelegenen höheren Alpen.